# Isola di Salisbury (Canada)
Salisbury (Akulliq in lingua inuit) è un'isola dell'artico canadese posta all'ingresso occidentale dello stretto di Hudson.
L'isola ha una superficie di 1.269 km² e fa parte della regione di Qikiqtaaluk nel territorio di Nunavut. Ha una lunghezza di circa 50 km e una larghezza di 19 km.
Salisbury è posta a nord-est dell'isola di Nottingham ed a sud della penisola di Foxe dell'isola di Baffin.